# ادوارد ان. کوستیکیان
ادوارد نازار کوستیکیان (ارمنی: Էդվարդ Նազար Կոստիկյան; انگلیسی: Edward N. Costikyan؛ زادهٔ ۲۴ سپتامبر ۱۹۲۴ - درگذشته ۲۲ ژوئن ۲۰۱۲) یک سیاست‌مدار، و نویسنده حزب دموکرات ارمنی-آمریکایی بود که به خاطر اصلاحات حزب دموکرات در نیویورک سیتی شناخته می‌شود.

## زندگی‌نامه
کوستیکیان در تاریخ ۲۴ سپتامبر ۱۹۲۴ در ویهاکن، نیوجرسی به دنیا آمد. در سال ۱۹۴۰ به همراه والدینش، میهران ان. کوستیکیان و برت ام. کوستیکیان و برادر بزرگترش، اندرو ام. کوستیکیان به محله مورنینگساید هایتس، منهتن نقل مکان نمودند. وی از مدرسه هوراس مان جایی که مادرش در آنجا تدریس می‌کرد و در طی جنگ جهانی دوم خدمت می‌کرد، فارغ‌التحصیل شد. وی در سال ۱۹۴۷ از دانشگاه کلمبیا فارغ‌التحصیل شد. کوستیکیان در سال ۱۹۶۲ به ریاست کمیته حزب دموکرات شهرستان نیویورک برگزیده شد و به مدت دو سال این سمت را برعهده داشت. کوستیکیان در روز ۲۲ ژوئن ۲۰۱۲ در سن ۸۷ سالگی در منزل دخترش در ماونت پلزنت، کارولینای جنوبی درگذشت.

## بخشی از کتابشناسی
- پشت درهای بسته: سیاست در جهت منافع عمومی
- راهبردهای نو برای همکاری‌های منطقه‌ای